# Robert N. Anthony
Pour les articles homonymes, voir Anthony.
Robert N. Anthony, né le 6 septembre 1916 à Orange dans le Massachusetts et mort le 1er décembre 2006, est un théoricien des organisations américain. Il est connu pour ses travaux sur le contrôle de gestion.

## Biographie
Il étudie dans la ville de Haverhill, où il est diplômé à l'âge 16 ans en 1933, avant d'être admis à au Colby College et d'obtenir un master en administration des affaires en 1942.
Il commence d'abord sa carrière à l'école Harvard Business School en tant qu'assistant de recherche, puis devient par la suite professeur à part entière en 1956.
De 1943 à 1946, il s'engage à la United States Navy et s'absente à nouveau en 1965 pour rejoindre son ami au département de la Défense des États-Unis, en tant que sous-secrétaire à la Défense des États-Unis.
De 1973 à 1974, il est président de l'association American Accounting Association.

## Travaux et publications

### Travaux
Le professeur écrit et contribue à plus de 27 d'ouvrages sur le domaine du contrôle de gestion, et travaille notamment sur la planification et la manière dont les statistiques peuvent permettre à prendre de meilleures décisions.
Il enseigne avant tout la comptabilité comme une information clé pour le processus décisionnel, ce qui selon plusieurs professeurs de comptabilité, est quelque chose de notable dans ce domaine.
De nos jours, certaines de ses citations comme sur le changement sont encore mentionnées.

### Publications
- (en) Robert N. Anthony, Essentials of accounting, Addison-Wesley, 1964 (ISBN 0201002566)
- (en) Robert N. Anthony, Planning and control systems, Division of Research, Graduate School of Business Administration, Harvard University, 1965, 180 p.